# Crumomyia zlobini
Crumomyia zlobini är en tvåvingeart som beskrevs av Kuznetzova 1995. Crumomyia zlobini ingår i släktet Crumomyia och familjen hoppflugor. Inga underarter finns listade i Catalogue of Life.